# Heiliger Karl
Heiliger Karl (Carolus): Karl ist der Name zahlreicher Heiliger, daneben sind auch einige Selige mitaufgeführt (Seliger Karl), und andere Märtyrer.
|                | Name                           | Lebensdaten    | Beschreibung                                                | Hl.-Sprchg., (Sl.)                    | Gedenktag (kath., sonst angemerkt) |
| -------------- | ------------------------------ | -------------- | ----------------------------------------------------------- | ------------------------------------- | ---------------------------------- |
| Hl. (kath.)    | Karl der Große, Carolus Magnus | 747/ 748 – 814 | Römischer Kaiser, König der Franken, Reichsstifter          | 29. Dez. 1165                         | 28. Jan.                           |
| Sl.            | Karl I. von Österreich-Ungarn  | 1887–1922      | letzter Kaiser von Österreich-Ungarn                        | 2004                                  | 21. Okt.                           |
| Hl. (kath.)    | Karl I. von Flandern, der Gute | um 1085 – 1127 | Graf von Flandern, Märtyrer des Friedens                    | 1884                                  | 2. März                            |
| Hl. (angl.)    | Karl I. von England            | 1600–1649      | König von England, Schottland und Irland                    |                                       | 30. Aug. (angl.)                   |
| Hl. M. (kath.) | Karl von Borango               | 1684†          | österreichischer Ordensmann, Missionar, Märtyrer auf Saipan |                                       | 24. Aug.                           |
| Sl.            | Karl von Sezia                 | ?              | Laienbruder im Kloster des hl. Franciscus zu Rom            |                                       | 7. Jan.                            |
| Hl. (kath.)    | Karl Borromäus, Carlo Borromeo | 1538–1584      | Kardinal, Erzbischof von Mailand und Gegenreformator        | 1610                                  | 4. Nov. (gebotener Gedenktag)      |
| M.             | Carl Lampert                   | 1894–1944      | deutscher Märtyrer der NS-Zeit                              | –                                     | 13. Nov.                           |
| Sl. M.         | Karl Leisner                   | 1915–1945      | deutscher Märtyrer im KZ Dachau                             | Hlsp.-Verf. seit 2007 (23. Juni 1996) | 12. Aug.                           |
| Hl. M. (kath.) | Karl Lwanga                    | 1865–1886      | ugandischer Märtyrer                                        | 18. Okt. 1964 (1920)                  | 3. Juni                            |
| M. (ev.)       | Karl Segebrock                 | 1872–1896      | deutsch-baltischer Missionar und Märtyrer                   | –                                     | 20. Okt. (ev.)                     |